# 刘刚 (1965年)
刘刚（1965年—），中国安徽省六安市人，美术师。中央美术学院国际学院院长、中央美术学院教授，亦为该校校友。个人艺术作品曾入选多个中国国内外知名画展。